# Vlag van Brunehaut
De vlag van Brunehaut is op onbekende datum bij raadsbesluit vastgesteld als de vlag van de Henegouwse gemeente Brunehaut. De vlag kan als volgt worden beschreven:
Geel met een rode schuinbalk met drie witte schelpen.
De vlag komt overeen met het vlagontwerp van de Raad van Heraldiek en Vexillologie (Frans: Conseil d’héraldique et de vexillologie). De vlag is volledig gebaseerd op het gemeentewapen en ziet er dus helemaal hetzelfde uit.